# Rassemblement patriotique du Faso
Le Rassemblement patriotique du Faso (RPF) est un parti politique du Burkina Faso créé en 2005. Son président est Abraham Nignan.
Se situant dans l’opposition, il condamne une éventuelle candidature du président de la République Blaise Compaoré  à l’élection présidentielle de novembre 2005.